# Liebfrauenkirche (Eversburg)

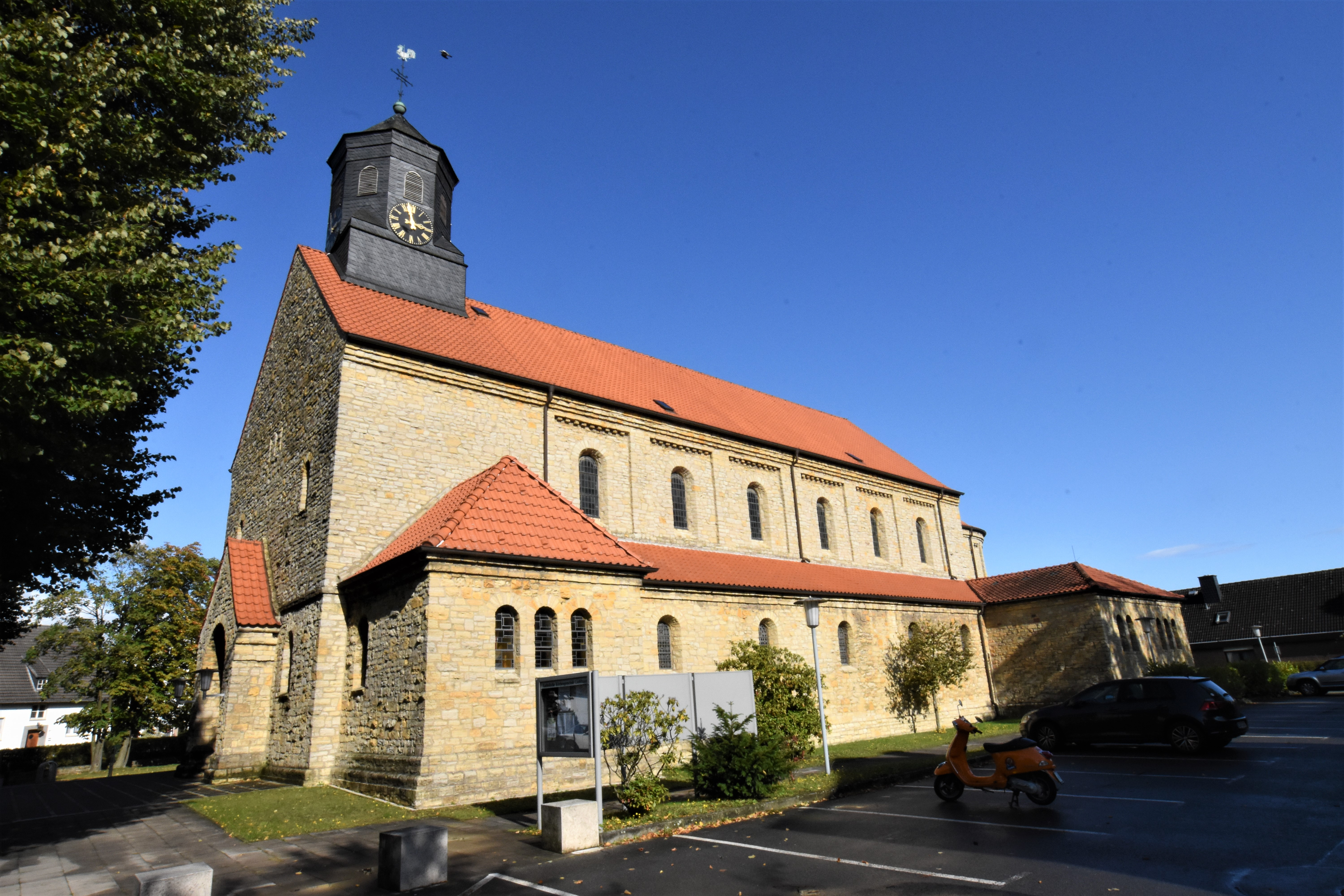
Liebfrauenkirche

Die römisch-katholische denkmalgeschützte Liebfrauenkirche steht in Eversburg, einem Stadtteil der Stadt Osnabrück in Niedersachsen. Die Kirchengemeinde gehört zur Pfarrei Dom St. Petrus im Dekanat Osnabrück-Stadt des Bistums Osnabrück.

## Beschreibung
Der Grundstein für die Basilika wurde am 22. Mai 1922 gelegt, am 8. Dezember 1923 wurde sie eingeweiht. Aus dem Satteldach des Mittelschiffs des Langhauses erhebt sich im Westen ein schiefergedeckter Dachreiter, der aus einem quadratischen Unterteil besteht, auf dem ein achtseitiger zylindrischer Aufsatz mit Klangarkaden und dem Zifferblatt der Turmuhr sitzt, bedeckt mit einem flachen Zeltdach. An den eingezogenen Chor schließt sich eine halbrunde Apsis an. Am östlichen Joch des Langhauses ist nach Süden ein Querarm angebaut. Weitere Anbauten befinden sich auf der Nord- und der Südseite. Sowohl die Obergaden als auch die Seitenschiffe haben Bogenfenster. 
Die Orgel mit 18 Registern, verteilt aus 2 Manuale und ein Pedal, wurde 1970 von der Orgelbau Kreienbrink errichtet.